# Poppendorf, Mecklenburg-Vorpommern
Poppendorf är en kommun och ort i Landkreis Rostock i förbundslandet Mecklenburg-Vorpommern i Tyskland.
Kommunen ingår i kommunalförbundet Amt Carbäk tillsammans med kommunerna Broderstorf, Roggentin och Thulendorf.